# Thế kỷ 22 TCN
Thế kỉ 22 TCN bắt đầu từ ngày đầu tiên của năm 2200 TCN và kết thúc vào năm 2101 TCN.